# Мсцишевиці
Мсцишевиці (пол. Mściszewice, нім. Mischischewitz) — село в Польщі, у гміні Суленчино Картузького повіту Поморського воєводства.
Населення — 1113 осіб (2011).
У 1975-1998 роках село належало до Гданського воєводства.

## Демографія
Демографічна структура станом на 31 березня 2011 року:
|          | Загалом | Допрацездатний вік | Працездатний вік | Постпрацездатний вік |
| -------- | ------- | ------------------ | ---------------- | -------------------- |
| Чоловіки | 577     | 168                | 360              | 49                   |
| Жінки    | 536     | 153                | 304              | 79                   |
| Разом    | 1113    | 321                | 664              | 128                  |